# Ošetnice
Ošetnice je horský potok (přítok řeky Lomná), jehož horní tok je v obci Mosty u Jablunkova a dolní tok v obci Jablunkov v okrese Frýdek Místek v Moravskoslezském kraji. Geomorfologicky patří do pohoří Moravskoslezské beskydy a nížiny Jablunkovská brázda, obojí je v pásmu Západních Beskyd. Historicky leží ve slezském regionu Těšínsko.

## Popis toku
Ošetnice pramení na východním okraji Moravskoslezskych Beskyd v masívu hory Skalka (932 m n. m.) a Beskyd (682 m n. m.) nad Jablunkovským průsmykem ve výšce cca 695 m n. m. Pramen se nachází v chráněné krajinné oblasti Beskydy. Nejprve teče na východ k Jablunkovskému průsmyku a vstupuje do Jablunkovské brázdy. Následně se otáčí k severu a protéká obcí Mosty u Jablunkova, kde se do něj vlévá Šragarski potok, Kavulokův potok (Kawulacký potok) a Potůček a další, bezejmenné potoky.
Na okraji Jablunkova v Jablunkovském arboretu se nedaleko plicního sanatoria Ošetnice vlévá zprava do řeky Lomná. Soutok je v nadmořské výšce asi 394 m n. m. Ošetnice patří mezi nejvýznamnější přítoky Lomné. Je to jediný přítok s povodím nad 10 km². Potok patří do povodí řeky Olše (Olza), povodí veletoku Odra a úmoří Baltského moře.